# Fehérzaj

A fehérzaj frekvenciamenete

Fehérzajnak nevezzük azt a zajt, melynek teljesítménysűrűsége független a frekvenciájától, vagyis spektrális sűrűsége a teljes frekvenciatartományban konstans. Ekkor az egymást követő zajértékek között semmilyen korreláció nincs.
A valóságban végtelen sávszélességű fehérzaj nincs, hiszen ennek végtelen lenne a teljesítménye, az egyenletes teljesítmény csak bizonyos frekvenciatartományban lehet igaz.
Numerikus szimulációk esetén a mintavételezést követően a felső határfrekvencia a mintavételi frekvencia fele lesz.
A fehérzaj korrelálatlan, kicsi az esélye, hogy hosszabb egybefüggő intervallumokat kapjunk.
10s fehérzaj

Probléma esetén lásd:Médiafájlok kezelése.
A fehérzaj képként megjelenítve:

## A fehérzaj forrásai
A fehér zaj alapvető forrása a félvezető P-N átmenet struktúrájában jön létre. Főként a régi epitaxiális félvezetők jellemzője. Nem csak a germánium félvezetők jellemző tulajdonsága hanem ma már az elöregedett szilícium félvezetők velejárója is. 
1, A DC tápegységek jellemző betegsége a magas zajtényező melyet a teljes hallható hang tartományban képesek produkálni. Fő alkotó elemei a szilícium diódákból felépített Gratze, azaz egyenirányító híd, és a feszültség stabilizálásra használt Zener diódák! De ma már vannak nagyon jó Schottky diódák amiknek nagy sebessége és alacsony zajszintje hozzájárul a zajszegényebb tápegységek készítéséhez. És vannak nagyon jó zajtényezőjű fix és szabályozható feszültség szabályzó integrált áramkörök. 
2, A fehér zajtényezőket a félvezetők képesek nagyban megnövelni főleg akkor ha az előbb említett tápegységünk is zajos. Ugyan is a DC-vel ami az erősítő működéséhez szükséges a tápegységből érkező fehér zajt is erősíti ! Kvázi a különböző fokozatok félvezető zaja összeadódik és megsokszorozódik az erősítési folyamat végére. Anno az régebbi félvezetőknél még néhány 10 uV -ban adta meg a katalógus és a gyártó az egyes alkatrészek tipizált zaját. Manapság 2003 -2005 körül készült bipoláris félvezetők nV és pV -os zajokkal rendelkeznek! Ami több mint 100 000 szeres javulást jelent ! Így manapság egy korrekt félvezető cserével egy régi audió eszköz esetén jobb eredményt kapunk mintha a beépített Dolby áramkört használnánk.  
3, Jellemzően passzív alkatrészek ( ellenállás, kondenzátor, induktivitás)  koránt sem termelnek akkora fehér zajt mint az aktív alkatrészek!  
4, A fehér zajok másik minimális forrása az ellenállások termikus zaja. Az ellenállás termikus zajának teljesítménysűrűségét a következő egyenlet adja meg:
{\displaystyle S(f)=4kTR}

## Előállítása

### Digitális úton
Egyenletes eloszlású fehér zajt igen könnyű digitális úton előállítani, mindössze a pszeudovéletlenszám-generátor által szolgáltatott véletlenszerű egész számokat kell átskálázzuk, hogy az általunk kívánt tartományba jussanak az egymás utáni adatpontok. A szolgáltatott zaj felső határfrekvenciája a mintavételi frekvencia felének felel meg.

1 másodperces, 44100 Hz mintavételi frekvenciájú, 32bit bitmélységű fehérzaj előállítására egy lehetséges példa c nyelven: 
```
...

#include
 
<stdlib.h>

...

int
 
main
(){

...

int32_t
 
sample_white
[
44100
];

int
 
i
;

...

for
(
i
=
0
;
i
<
44100
;
i
++
){

   
sample_white
[
i
]
=
rand
();

}

...

}

```

Fehér zajt tartalmazó képet is egyszerű létrehozni digitális úton. Egy 320x240 méretű, 8 bites monokróm kép esetében:
```
...

#include
 
<stdlib.h>

...

int
 
main
(){

...

int8_t
 
sample_white
[
319
][
239
];

int
 
x
,
y
;

...

for
(
x
=
0
;
x
<
320
;
x
++
){

   
for
(
y
=
0
;
y
<
240
;
y
++
){

      
sample_white
[
x
][
y
]
=
rand
();

   
}

}

...

}

```

### Analóg áramkörökkel
Fehérzajt egyszerű analóg áramkörökkel is létre lehet hozni. A tárgyban szereplő áramkörök kivezetései:
- P1: egyenfeszültség, a zajgenerátor tápfeszültsége
- P2: a zaj kivezetése

A C1 kondenzátor a tápfeszültség felől érkező lehetséges zavarójelek kiszűrését végzi.
Az analóg áramkörök által létrehozott fehérzaj kvantálásával valódi véletlenszámok állíthatók elő.

#### Fehérzaj előállítása ellenállással
Az ellenállásban a rajta átvezetett áram hatására keletkező zajt használjuk fel. A kapcsolás gyenge jelet ad, hogy használható erősségű jelet kapjunk, a P2 kimenetet egy többfokozatú erősítőre kell kapcsolni.

#### Fehérzaj előállítása zener diódával
A zener diódán sokkal nagyobb zaj keletkezik, mint az ellenállásokon. A megfelelő jelszinthez viszont itt is többfokozatú erősítő alkalmazására van szükség.

#### Fehérzaj előállításaMOSFET-tel
Az R1, R2 ellenállás a MOSFET lineáris működéséhez szükséges gate feszültség előállítására szolgál. A C2 kondenzátor az R1, R2 osztón keletkező zajt rövidre zárja, mivel itt csak a MOSFET-ben keletkező zajt akarjuk felhasználni. Az R3 ellenálláson a drain kap feszültséget, valamint a kijövő zaj munkaellenállásának a szerepét is betölti.
A passzív kapcsolásokhoz képest lényegesen nagyobb zajjelet ad, amit egy egyszerű erősítőkapcsolással is megfelelő szintre lehet emelni.

## Jelentősége
A fehérzaj a legegyszerűbben előállítható zajtípus, mivel előállítható egy ellenállás termikus zajából, vagy digitális úton egy véletlenszámgenerátor segítségével. A fehérzajból
- szűrőáramkörök segítségével
- fourier transzformációval

bármilyen frekvenciamenetű színes zaj előállítható.
Kiemelt jelentősége van
- sztochasztikus folyamatok modellezésénél
- digitálisan kódolt analóg jelekkel dolgozó programok (digitális jelfeldolgozás) fejlesztésénél, tesztelésénél (kodekek, tömörítők tesztelése)
- erősítő áramkörök tesztelésénél
- hang- kép- videoeffektek fejlesztésénél